# Handroanthus albus
Handroanthus albus là một loài thực vật có hoa trong họ Chùm ớt. Loài này được (Cham.) Mattos mô tả khoa học đầu tiên năm 1970.